# 奧克格羅夫 (加利福尼亞州比尤特縣)
奧克格羅夫（英語：Oak Grove）是位於美國加利福尼亞州比尤特縣的一個非建制地區。該地的面積和人口皆未知。

## 地理
奧克格羅夫的座標為39°25′38″N 121°36′19″W / 39.42722°N 121.60528°W，而該地的平均海拔高度為39米（即128英尺）。